# Hulk (Fußballspieler)
Hulk (* 25. Juli 1986 in Campina Grande; bürgerlich Givanildo Vieira de Souza) ist ein brasilianischer Fußballspieler der seit 2021 für Atlético Mineiro spielt. Bekannt ist er für seinen starken linken Fuß und seine Technik. Den Namen Hulk erhielt er von seinem Vater aufgrund seiner optischen Ähnlichkeit zu Lou Ferrigno, der die Comicfigur Hulk in der Fernsehserie Der unglaubliche Hulk verkörperte. Zuvor spielte er unter seinem Vornamen „Givanildo“.

## Vereinskarriere

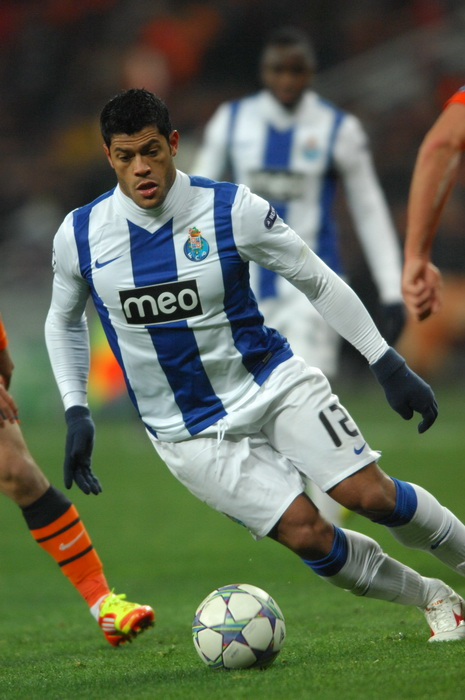
Hulk im Trikot des FC Porto

### Japan
Seine Profikarriere begann Hulk 2005 in Brasilien beim EC Vitória. Noch in der laufenden Saison wechselte er nach Japan zu Kawasaki Frontale. Dort absolvierte er elf Spiele und erzielte einen Treffer. Im Jahre 2006 wurde er an Consadole Sapporo verliehen, die in der J. League Division 2 spielten. In dieser Saison erzielte er 25 Tore in 38 Spielen. In der folgenden Saison wurde er wieder verliehen, diesmal an Tokyo Verdy. Mit 37 Toren war er am Wiederaufstieg des Vereins in die J. League Division 1 beteiligt. Anfang 2008 wechselte Hulk fest zu Tokyo Verdy.

### FC Porto
In der Sommertransferperiode 2008 verließ er den japanischen Verein in Richtung Europa und unterschrieb beim FC Porto, der eine Ablösesumme von 19 Millionen Euro an Tokyo Verdy überwies. Der Vertrag galt für vier Spielzeiten. In Porto schoss er in 99 Ligaspielen 54 Tore.

### Zenit St. Petersburg
Am 3. September 2012 wechselte Hulk für über 50 Millionen Euro zum russischen Erstligisten Zenit St. Petersburg. Er unterschrieb einen Vertrag über fünf Jahre und erhielt die Rückennummer 29; später trug er die Rückennummer 7. Am 5. Mai 2013 erzielte Hulk beim 4:0-Heimsieg gegen Alania Vladikavkaz seinen ersten Hattrick im Zenit-Trikot.

### China und Rückkehr nach Brasilien
Ende Juni 2016 wechselte Hulk nach China zu Shanghai SIPG. Nach viereinhalb Jahren kehrte Hulk nach Brasilien zurück. Im Februar 2021 unterzeichnete er bei Atlético Mineiro einen Vertrag. Im Dezember des Jahres konnte er mit dem Klub die brasilianische Meisterschaft 2021 gewinnen. Damit wurde er in vier verschiedenen Ländern auf drei Kontinenten nationaler Meister. Im selben Monat schloss sich der Erfolg im Copa do Brasil 2021 an.

## Nationalmannschaftskarriere

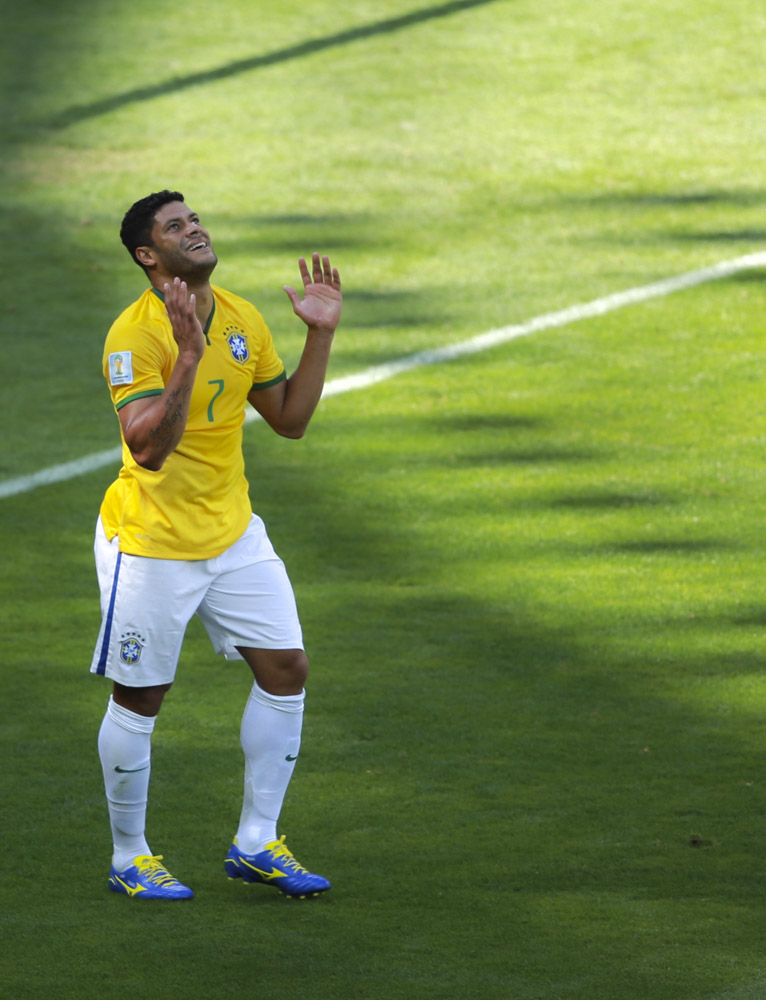
Hulk mit der brasilianischen Nationalmannschaft bei der WM 2014

Von 2009 bis 2016 war Hulk Teil der brasilianischen A-Nationalmannschaft. Am 8. Mai 2014 wurde er von Trainer Luiz Felipe Scolari in den Kader für die Weltmeisterschaft 2014 berufen.

## Sonstiges
Am 20. Dezember 2009 war Hulk nach einem Spiel gegen Benfica Lissabon mit anderen Spielern in eine Schlägerei mit einem Ordner verwickelt. Daraufhin wurde er für vier Monate gesperrt. Später wurde die Sperre vom portugiesischen Fußballverband nachträglich auf drei Spiele reduziert. Der Präsident der portugiesischen Fußballliga, Loureiro, trat daraufhin zurück, um gegen eine angebliche Bevorzugung des FC Porto zu protestieren.
2012 nahm er mit der Olympiamannschaft an den Olympischen Spielen in London teil, bei denen Brasilien zum ersten Mal die Goldmedaille gewinnen wollte. Im Finale musste sich Brasilien aber mit 1:2 der mexikanischen Mannschaft geschlagen geben. Hulk kam in fünf von sechs Spielen zum Einsatz und erzielte im Finale in der Nachspielzeit den Treffer für Brasilien.

## Erfolge
Nationalmannschaft
- Olympisches Fußballturnier: Silbermedaille 2012
- FIFA-Konföderationen-Pokal: 2013
- Weltmeisterschafts-Vierter: 2014

FC Porto
- UEFA Europa League (1): 2011
- Portugiesischer Meister (3): 2008/09, 2010/11, 2011/12
- Portugiesischer Fußballpokalsieger (3): 2008/09, 2009/10, 2010/11
- Portugiesischer Fußball-Supercup (3): 2009, 2010, 2011

Zenit St. Petersburg
- Russischer Meister: 2014/15
- Russischer Pokal: 2016
- Russischer Supercup: 2015

Shanghai SIPG
- Chinese Super League: 2018
- Chinese FA Super Cup: 2019

Atlético Mineiro
- Staatsmeisterschaft von Minas Gerais: 2021, 2022, 2023, 2024
- Brasilianischer Meister: 2021
- Copa do Brasil: 2021

## Auszeichnungen
- Bester brasilianischer Fußballer im Ausland (Journalistenwahl): 2011
- Bester brasilianischer Fußballer im Ausland (Wahl der brasilianischen Fußballanhänger): 2011
- Torschützenkönig der Primeira Liga: 2010/11
- Torschützenkönig der J. League Division 2: 2007
- Torschützenkönig des Peace Cup: 2009
- Torschützenkönig der Premjer-Liga: 2014/15
- Spieler des Monats der Primeira Liga (7): Februar 2009, September 2010, Oktober 2010, November 2010, Dezember 2010, Januar 2011, April 2012
- Chinese Super League Team of the Year: 2017
- Fußballer des Jahres in Russland: 2015 (Sport-Express), 2015 (Futbol)
- Torschützenkönig der Staatsmeisterschaft von Minas Gerais: 2022, 2023
- Torschützenkönig der Série A 2021
- Prêmio Craque do Brasileirão – Spieler der Saison: 2021[6]
- Bola de Ouro – Spieler der Saison: 2021[7]
- Torschützenkönig Copa do Brasil: 2021
- Bola de Prata – Mannschaft des Jahres: 2023[8]